# Matej Krajčík
Matej Krajčík (Trenčín, 19 marzo 1978) è un ex calciatore slovacco, di ruolo difensore.

## Caratteristiche tecniche
È un terzino destro.

## Carriera

### Club

#### Gli inizi
Dopo aver cominciato la carriera in patria al Senica ed al Malacky, arriva in Repubblica Ceca nel 1997 al Frýdek-Místek, dove rimane per due stagioni. Dopodiché si trasferisce dapprima al Vítkovice (44 presenze ed 1 gol in due stagioni) e poi allo Xaverov (3 reti in 23 presenze in una stagione e mezza), finché nel gennaio 2003 viene acquistato dallo Slavia Praga.

#### Slavia Praga
Dopo aver collezionato poche presenze, un anno e mezzo dopo, nell'estate 2004, va in prestito al Viktoria Žižkov, dove rimane sino al gennaio successivo, quando approda, sempre in prestito, alla Dynamo České Budějovice. Nell'estate 2005 torna allo Slavia Praga, dove riesce ad imporsi come titolare, divenendo uno dei giocatori principali della compagine della capitale ceca e trovando anche spazio nella Nazionale slovacca. Vince il Campionato ceco nel 2007 e nel 2008 con lo Slavia Praga.

#### Reggina
Nel gennaio 2009, alla scadenza del contratto con lo Slavia, si trasferisce in Serie A alla Reggina.
Esordisce nella massima serie italiana il 17 gennaio 2009 in Siena-Reggina (1-0). Dopo aver giocato 16 gare in maglia amaranto, il 26 maggio 2009 Krajčík rescinde consensualmente il contratto con la società calabrese.

#### Ritorno allo Slavia Praga
Nell'estate 2009 torna allo Slavia Praga.

#### Jablonec
Dopo una stagione passa al Jablonec 97 nel 2010.

### Nazionale
Tra il 2005 e il 2009 ha disputato 18 partite con la Nazionale maggiore slovacca, debuttando il 16 novembre 2005 nel ritorno del play-off di qualificazione ai Mondiali 2006 pareggiato per 1-1 contro la Spagna (pareggio vano in quanto all'andata gli iberici hanno vinto per 5-1 a Madrid).

## Statistiche

### Cronologia presenze e reti in nazionale
| Cronologia completa delle presenze e delle reti in nazionale ― Slovacchia | Cronologia completa delle presenze e delle reti in nazionale ― Slovacchia | Cronologia completa delle presenze e delle reti in nazionale ― Slovacchia | Cronologia completa delle presenze e delle reti in nazionale ― Slovacchia | Cronologia completa delle presenze e delle reti in nazionale ― Slovacchia | Cronologia completa delle presenze e delle reti in nazionale ― Slovacchia | Cronologia completa delle presenze e delle reti in nazionale ― Slovacchia | Cronologia completa delle presenze e delle reti in nazionale ― Slovacchia |
| Data                                                                      | Città                                                                     | In casa                                                                   | Risultato                                                                 | Ospiti                                                                    | Competizione                                                              | Reti                                                                      | Note                                                                      |
| ------------------------------------------------------------------------- | ------------------------------------------------------------------------- | ------------------------------------------------------------------------- | ------------------------------------------------------------------------- | ------------------------------------------------------------------------- | ------------------------------------------------------------------------- | ------------------------------------------------------------------------- | ------------------------------------------------------------------------- |
| 16-11-2005                                                                | Bratislava                                                                | Slovacchia                                                                | 1 – 1                                                                     | Spagna                                                                    | Qual. Mondiali 2006                                                       | -                                                                         |                                                                           |
| 1-3-2006                                                                  | Saint-Denis                                                               | Francia                                                                   | 1 – 2                                                                     | Slovacchia                                                                | Amichevole                                                                | -                                                                         | 78’                                                                       |
| 20-5-2006                                                                 | Trnava                                                                    | Slovacchia                                                                | 1 – 1                                                                     | Belgio                                                                    | Amichevole                                                                | -                                                                         | 80’                                                                       |
| 2-9-2006                                                                  | Bratislava                                                                | Slovacchia                                                                | 6 – 1                                                                     | Cipro                                                                     | Qual. Euro 2008                                                           | -                                                                         | 46’                                                                       |
| 6-9-2006                                                                  | Bratislava                                                                | Slovacchia                                                                | 0 – 3                                                                     | Rep. Ceca                                                                 | Qual. Euro 2008                                                           | -                                                                         | 89’                                                                       |
| 7-10-2006                                                                 | Cardiff                                                                   | Galles                                                                    | 1 – 5                                                                     | Slovacchia                                                                | Qual. Euro 2008                                                           | -                                                                         | 67’                                                                       |
| 24-3-2007                                                                 | Strovolos                                                                 | Cipro                                                                     | 1 – 3                                                                     | Slovacchia                                                                | Qual. Euro 2008                                                           | -                                                                         | 50’                                                                       |
| 6-6-2007                                                                  | Amburgo                                                                   | Germania                                                                  | 2 – 1                                                                     | Slovacchia                                                                | Qual. Euro 2008                                                           | -                                                                         |                                                                           |
| 22-8-2007                                                                 | Trnava                                                                    | Slovacchia                                                                | 0 – 1                                                                     | Francia                                                                   | Amichevole                                                                | -                                                                         | 84’                                                                       |
| 8-9-2007                                                                  | Bratislava                                                                | Slovacchia                                                                | 2 – 2                                                                     | Irlanda                                                                   | Qual. Euro 2008                                                           | -                                                                         | 69’                                                                       |
| 13-10-2007                                                                | Dubnica nad Váhom                                                         | Slovacchia                                                                | 7 – 0                                                                     | San Marino                                                                | Qual. Euro 2008                                                           | -                                                                         |                                                                           |
| 17-11-2007                                                                | Praga                                                                     | Rep. Ceca                                                                 | 3 – 1                                                                     | Slovacchia                                                                | Qual. Euro 2008                                                           | -                                                                         |                                                                           |
| 21-11-2007                                                                | Serravalle                                                                | San Marino                                                                | 0 – 5                                                                     | Slovacchia                                                                | Qual. Euro 2008                                                           | -                                                                         | 63’                                                                       |
| 6-2-2008                                                                  | Limassol                                                                  | Ungheria                                                                  | 1 – 1                                                                     | Slovacchia                                                                | Amichevole                                                                | -                                                                         | 46’                                                                       |
| 26-3-2008                                                                 | Zlaté Moravce                                                             | Slovacchia                                                                | 1 – 2                                                                     | Islanda                                                                   | Amichevole                                                                | -                                                                         | 79’                                                                       |
| 20-5-2008                                                                 | Bielefeld                                                                 | Turchia                                                                   | 1 – 0                                                                     | Slovacchia                                                                | Amichevole                                                                | -                                                                         |                                                                           |
| 11-10-2008                                                                | Serravalle                                                                | San Marino                                                                | 1 – 3                                                                     | Slovacchia                                                                | Qual. Mondiali 2010                                                       | -                                                                         |                                                                           |
| 11-2-2009                                                                 | Nicosia                                                                   | Cipro                                                                     | 3 – 2                                                                     | Slovacchia                                                                | Amichevole                                                                | -                                                                         |                                                                           |
| Totale                                                                    |                                                                           | Presenze                                                                  | 18                                                                        |                                                                           | Reti                                                                      | 0                                                                         |                                                                           |

## Palmarès

### Club

#### Competizioni nazionali
- Campionato ceco: 1

Slavia Praga: 2007-2008